# Afrithelphusa gerhildae
Afrithelphusa gerhildae là một loài cua trong họ Potamonautidae.
Chúng là loài đặc hữu của Guinea.